# Sci di fondo agli XI Giochi paralimpici invernali
Le gare di sci di fondo ai XI Giochi paralimpici invernali di Soči 2014 si sono svolte dal 9 al 16 marzo nello Stadio Laura di Krasnaja Poljana. Sono state assegnate medaglie in venti specialità, come nella precedente edizione di Vancouver 2010.

## Calendario
| Uomini |  |  | 15 km seduti | 20 km in piedi 20 km ipo e non vedenti |  | Sprint in piedi Sprint seduti Sprint ipo e non vedenti |  |  |                                  | 10 km in piedi 10 km seduti 10 km ipo e non vedenti | 9  |
| Donne  |  |  | 10 km seduti | 15 km in piedi 15 km ipo e non vedenti |  | Sprint in piedi Sprint seduti Sprint ipo e non vedenti |  |  |                                  | 5 km in piedi 5 km seduti 5 km ipo e non vedenti    | 9  |
| Misto  |  |  |              |                                        |  |                                                        |  |  | Staffetta mista Staffetta aperta |                                                     | 2  |
| Totale |  |  | 2            | 4                                      |  | 6                                                      |  |  | 2                                | 6                                                   | 20 |

Ognuna delle gare sulle varie distanze dello sci di fondo è composta da tre tipi di competizioni:
- ipo e non vedenti (visually impaired, secondo la frequente espressione in inglese): tre categorie, da B1 (totalmente non vedenti) a B3 (parziale visibilità);
- in piedi (standing): nove categorie, da LW1 a LW9 (a seconda del tipo di amputazione);
- seduti (sitting): cinque categorie, da LW10 a LW12 aumentando progressivamente di mezzo punto (con paraplegia a gravità decrescente: nella categoria LW12 rientrano anche gli amputati che gareggiano da seduti).

Viene comunque stilata un'unica classifica, ma i tempi dei singoli concorrenti vengono compensati applicando la cosiddetta "formula di compensazione del tempo" (adjusted time formula) a seconda della categoria di appartenenza. Per le categorie ipo e non vedenti e in piedi sono previste gare sia in tecnica libera, sia in tecnica classica.

## Podi

### Uomini
| Evento            | Oro               | Tempo | Argento            | Tempo | Bronzo              | Tempo |
| 1 km sprint       |                   |       |                    |       |                     |       |
| In piedi          | Kirill Michajlov  |       | Rušan Minnegulov   |       | Vladislav Lekomcev  |       |
| Seduti            | Roman Petuškov    |       | Grigorij Murygin   |       | Maksym Jarovyj      |       |
| Ipo e non vedenti | Brian McKeever    |       | Zebastian Modin    |       | Oleg Ponomarev      |       |
| 10 km             |                   |       |                    |       |                     |       |
| In piedi          | Aleksandr Pronkov |       | Vladimir Kononov   |       | Vladislav Lekomcev  |       |
| Seduti            | Chris KLebl       |       | Maksym Yarovyi     |       | Grigorij Murygin    |       |
| Ipo e non vedenti | Brian McKeever    |       | Stanislav Čochlaev |       | Thomas Clarion      |       |
| 15 km             |                   |       |                    |       |                     |       |
| Seduti            | Roman Petuškov    |       | Irek Zaripov       |       | Aleksandr Davidovič |       |
| 20 km             |                   |       |                    |       |                     |       |
| In piedi          | Rušan Minnegulov  |       | Ilkka Tuomisto     |       | Vladislav Lekomcev  |       |
| Ipo e non vedenti | Brian McKeever    |       | Stanislav Čochlaev |       | Zebastian Modin     |       |

### Donne
| Evento            | Oro                | Tempo | Argento           | Tempo | Bronzo                | Tempo |
| 1 km sprint       |                    |       |                   |       |                       |       |
| In piedi          | Anna Milenina      |       | Julija Batenkova  |       | Alena Kaufman         |       |
| Seduti            | Mariann Marthinsen |       | Tatyana McFadden  |       | Marta Zajnullina      |       |
| Ipo e non vedenti | Michalina Lysova   |       | Elena Remizova    |       | Oksana Šyškova        |       |
| 5 km              |                    |       |                   |       |                       |       |
| In piedi          | Anna Milenina      |       | Julija Batenkova  |       | Oleksandra Kononova   |       |
| Seduti            | Andrea Eskau       |       | Lyudmyla Pavlenko |       | Oksana Masters        |       |
| Ipo e non vedenti | Elena Remizova     |       | Michalina Lysova  |       | Julija Budaleeva      |       |
| 10 km             |                    |       |                   |       |                       |       |
| Seduti            | Lyudmyla Pavlenko  |       | Oksana Masters    |       | Svetlana Konovalova   |       |
| 15 km             |                    |       |                   |       |                       |       |
| In piedi          | Helene Ripa        |       | Julija Batenkova  |       | Anna Milenina         |       |
| Ipo e non vedenti | Elena Remizova     |       | Michalina Lysova  |       | Jadviha Skorabahataja |       |

### Misto
| Oro                                                                        | Tempo | Argento                                                                | Tempo | Bronzo                                 | Tempo |
| Staffetta mista 4x2,5 km                                                   |       |                                                                        |       |                                        |       |
| Russia Alena Kaufman Svetlana Konovalova Nikolaj Poluchin Elena Remizova   |       | Svezia Zebastian Modin Helene Ripa                                     |       | Norvegia Eirik Bye Nils Erik Ulset     |       |
| Staffetta aperta 4x2,5 km                                                  |       |                                                                        |       |                                        |       |
| Russia Vladislav Lekomcev Rušan Minnegulov Grigorij Murygin Roman Petuškov |       | Ucraina Olena Jurkovs'ka Vitaliy Luk'janenko Yhor' Reptjuk Juryj Utkyn |       | Francia Thomas Clarion Benjamin Daviet |       |

## Medagliere
| Posizione | Paese       |    |   |    | Totale |
| --------- | ----------- | -- | - | -- | ------ |
| 1         | Russia      | 12 | 9 | 11 | 32     |
| 2         | Canada      | 4  | 0 | 0  | 4      |
| 3         | Ucraina     | 1  | 6 | 3  | 10     |
| 4         | Svezia      | 1  | 2 | 1  | 4      |
| 5         | Norvegia    | 1  | 0 | 1  | 2      |
| 6         | Germania    | 1  | 0 | 0  | 1      |
| 7         | Stati Uniti | 0  | 2 | 1  | 3      |
| 8         | Finlandia   | 0  | 1 | 0  | 1      |
| 9         | Francia     | 0  | 0 | 2  | 2      |
| 10        | Bielorussia | 0  | 0 | 1  | 1      |